# Campionato asiatico 2023 (hockey su pista)
Il Campionato asiatico di hockey su pista 2023 è stata la diciottesima edizione della massima competizione asiatica per le rappresentative di hockey su pista maschili maggiori e fu organizzata da World Skate Asia. La competizione si svolse dal 21 al 27 ottobre 2023 a Hebei in Cina. 
La vittoria finale è andata alla nazionale di Taipei cinese che si è aggiudicata il torneo per la prima volta nella sua storia.

## Formula
Il campionato asiatico 2018 vide la partecipazione di cinque nazionali asiatiche e di due nazionali dell'Oceania, l'Australia e la Nuova Zelanda. La manifestazione fu organizzata tramite un girone all'italiana con gare di sola andata; erano assegnati tre punti per l'incontro vinto, un punto a testa per l'incontro pareggiato e zero la sconfitta. Al termine la prima squadra classificata venne proclamata campione d'Asia.

## Squadre partecipanti
| Squadra       | Partecipazioni precedenti al torneo                                                                       |
| ------------- | --- |
| Australia     | 3 (2004, 2012, 2018)                                                                                      |
| Cina          | 6 (1989, 1991, 1995, 1999, 2004, 2018)                                                                    |
| Giappone      | 16 (1985, 1987, 1989, 1991, 1995, 1997, 1999, 2001, 2004, 2005, 2007, 2009, 2010, 2014, 2016, 2018)       |
| India         | 17 (1985, 1987, 1989, 1991, 1995, 1997, 1999, 2001, 2004, 2005, 2007, 2009, 2010, 2012, 2014, 2016, 2018) |
| Macao         | 15 (1987, 1989, 1991, 1995, 1997, 1999, 2001, 2004, 2005, 2007, 2009, 2012, 2014, 2016, 2018)             |
| Nuova Zelanda | 1 (2018)                                                                                                  |
| Taipei cinese | 15 (1987, 1989, 1991, 1995, 1999, 2001, 2004, 2005, 2007, 2009, 2010, 2012, 2014, 2016, 2018)             |

Nota bene: nella sezione "partecipazioni precedenti al torneo" le date in grassetto indicano la squadra che ha vinto quell'edizione del torneo

## Svolgimento del torneo

### Classifica finale
| Pos | Squadra       | Pt | G | V | N | P | GF | GS  | DG   |
| --- | ------------- | -- | - | - | - | - | -- | --- | ---- |
| 1.  | Taipei cinese | 16 | 6 | 5 | 1 | 0 | 97 | 15  | +82  |
| 2.  | Australia     | 16 | 6 | 5 | 1 | 0 | 60 | 7   | +53  |
| 3.  | Macao         | 12 | 6 | 4 | 0 | 2 | 54 | 34  | +20  |
| 4.  | India         | 9  | 6 | 3 | 0 | 3 | 54 | 33  | +21  |
| 5.  | Giappone      | 6  | 6 | 2 | 0 | 4 | 27 | 38  | -11  |
| 6.  | Nuova Zelanda | 3  | 6 | 1 | 0 | 5 | 19 | 43  | -24  |
| 7.  | Cina          | 0  | 6 | 0 | 0 | 6 | 3  | 154 | -151 |